# 北拒马河

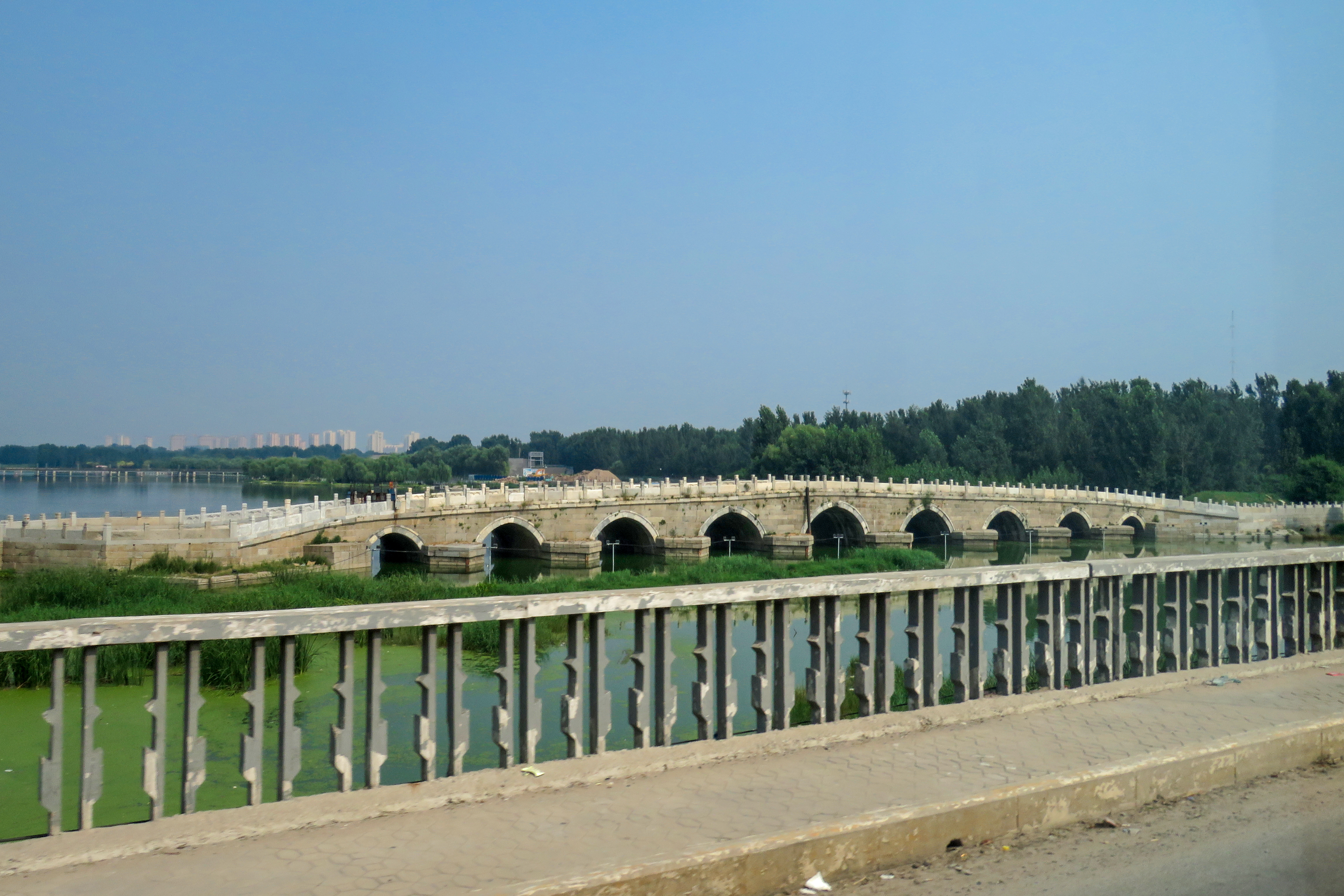
跨越北拒马河的涿州永济桥。

北拒马河，位于中国华北地区中部，是拒马河在河北省涞水县一渡镇铁锁崖一分为二后的北支，自铁锁崖蜿蜒向东南流经北京市房山区张坊镇、大石窝镇西南等地，在大石窝镇镇江营村又再次一分为二，南支向南，北支向东，流入河北省境内，南北两支在涿州市市区北部双塔街道北坛村复合。南北支相分相合的区域，河道变浅，水流分散，地势低洼，形成所谓“千河套”。北拒马河干流自北坛村继续向东流，于涿州市刁窝镇小柳村东北与小清河汇合后，以下称为白沟河。河长67千米。流域西部为丘陵区，东部地势平坦，多低洼地。流域以农业为主，重要种植冬小麦、玉米、棉花、花生等。